# Альтрад, Мохед
Мохед Альтрад (фр. Mohed Altrad; род. 1948 или 1951, Ракка, Сирийская республика) — сирийско-французский бизнесмен-миллиардер, председатель регбийного клуба и писатель.

## Биография
Родился у очень молодой матери, которая скончалась спустя четыре года. Отец отдал ребёнка на воспитание бабушке и дедушке. Провёл часть своей юности в Эр-Ракке, Сирия. Сдал бакалавриат в 17 лет и благодаря высоким баллам получил стипендию в размере 200 франков от сирийского правительства для обучения во Франции. В 1975 году получил диплом Университета Париж-Дофин. Не уверен в дате своего дня рождения, поэтому придумал случайную дату, чтобы праздновать его .

## Карьера
Начал работать в Abu Dhabi National Oil Company, откуда он ушел, когда в 1985 году купил компанию по производству строительных лесов во Франции. Компания затем трансформировалось в современную Altrad Group, в которой по состоянию на 2016 год работало более 22 000 человек, и которая занимается производством строительных лесов и цемента. Он остаётся председателем одноименной компании, а также регбийного клуба «Монпелье Эро». Также написал три известных романа.
В 2015 году был назван «Предпринимателем года» по версии Ernst & Young.
В декабре 2022 года получил 18 месяцев условного срока и штраф в размере 50 000 евро после того, как вместе с президентом Французской федерации регби Бернаром Лапортом были признаны виновными в коррупции, связанной со спонсорскими сделками Altrad Group по выпуску футболок для регби.

## Опубликованные работы

### Романы
- Badawi (Actes Sud), 2002 год.
- L’hypothèse de Dieu (Actes Sud), 2006 год.
- La Promesse d’Annah (Actes Sud), 2012 год.

### Эссе
- Stratégie de groupe (Chotard), 1990 год.
- Écouter, Harmoniser, Diriger (Presses de la Cité) 1992 год.
- Le management d’un groupe international : vers la pensée multiple (Eska) with Carole Richard, 2008 год.